# Tube (zespół muzyczny)
TUBE (jap. チューブ Chūbu) – japońska grupa muzyczna grająca j-pop, będący wypadkową pop-rocka, surf rocka, blues-rocka i power popu.

## Członkowie
- Nobuteru Maeda (jap. 前田亘輝)
- Michiya Haruhata (jap. 春畑道哉)
- Hideyuki Kakuno (jap. 角野秀行)
- Ryoji Matsumoto (jap. 松本玲二)

## Dyskografia

### Best Albumy
- TUBEst (21 grudnia 1989)
- TUBEst II (1 kwietnia 1996)
- TUBEst III (13 maja 2000)

### Albumy
- HEART OF SUMMER (1 lipca 1985)
- OFF SHORE DREAMIN'  (1 grudnia 1985)
- THE SEASON IN THE SUN (1 czerwca 1986)
- BOYS ON THE BEACH (1 grudnia 1986)
- Summer Dream (21 maja 1987)
- Twilight Swim (21 listopada 1987)
- Beach Time (21 maja 1988)
- Remember Me (21 grudnia 1988)
- SUMMER CITY (21 czerwca 1989)
- N•A•T•S•U (21 czerwca 1990)
- Shonan (25 maja 1991)
- Smile (15 kwietnia 1992)
- Noryo (10 czerwca 1992)
- Say Hello (21 kwietnia 1993)
- Roman no Natsu (13 czerwca 1992)
- Owaranai Natsu ni (15 czerwca 1994)
- Melodies & Memories (16 listopada 1994)
- Yuzurenai Natsu (17 czerwca 1995)
- ONLY GOOD SUMMER (10 czerwca 1996)
- Bravo! (1 lipca 1997)
- HEAT WAVER (1 lipca 1998)
- Blue Reef (9 czerwca 1999)
- LANI KAI (20 lipca 2000)
- Soul Surfin' Crew (11 lipca 2001)
- Melodies & Memories II (21 listopada 2001)
- good day sunshine (31 lipca 2002)
- OASIS (16 lipca 2003)
- Natsu Geshiki (22 czerwca 2004)
- TUBE (20 lipca 2005)
- B•B•Q (12 lipca 2006)
- WINTER LETTER (12 grudnia 2007)
- Paradiso (16 lipca 2008)
- Blue Splash (8 lipca2009)
- Surprise! (7 lipca2010)
- MIX TUBE (7 lipca2010)
- RE-CREATION (20 lipca2011)
- SUMMER ADDICTION (27 czerwca 2012)

### Single
- Bestseller summer (1 czerwca 1985)
- Senchimentaru ni Kubittake (21 października 1985)
- Season in the Sun (21 kwietnia 1986)
- Because I love you (5 września 1986)
- Summer Dream (10 kwietnia 1987)
- Dance with you (26 sierpnia 1987)
- Beach Time (30 kwietnia 1988)
- Remember Me (1 grudnia 1988)
- Summer City (1 czerwca 1989)
- Stories (1 grudnia 1989)
- Ah Natsuyasumi (21 maja 1990)
- Shonan My love (2 maja 1991)
- Sayonara yesterday (1 lipca 1991)
- Natsu dane (2 maja 1992)
- Garasu no Memories (21 maja 1992)
- Natsu wo Machikirenakute (12 maja 1993)
- Datte Natsu janai (1 lipca 1993)
- Natsu wo Dakishimete (11 maja 1994)
- Koi shite Mucho (1 lipca 1994)
- Melodies & Memories (15 października 1994)
- Yuzurenai Natsu (26 kwietnia 1995)
- Ano Natsu wo Sagashite (8 lipca 1995)
- Only you Kimi to Natsu no Hi wo (10 maja 1996)
- Jonetsu (21 maja 1997)
- Purity -Pyuati- (8 sierpnia 1997)
- -Junjo- (22 kwietnia 1998)
- -Hanabi- (3 czerwca 1998)
- Kitto Dokokade (5 sierpnia 1998)
- Himawari (21 kwietnia 1999)
- Yheei! (4 sierpnia 1999)
- In my Dream (20 października 1999)
- Truth of Time (12 kwietnia 2000)
- Niji ni Naritai (28 czerwca 2000)
- Tsuki to Taiyō (9 maja 2001)
- Hatsukoi (27 czerwca 2001)
- Moeru Kemuru Monamuru (4 lipca 2001)
- I’m in love you, good day sunshine (12 czerwca 2002)
- Kaze ni Yureru Tomorrow (10 lipca 2002)
- Aoi Merody (16 kwietnia 2003)
- Let's go to the sea -OASIS- (2 lipca 2003)
- Gekko (22 października 2003)
- Propose (28 stycznia 2004)
- Natsumatsuri/Namida wo nijini (30 czerwca 2004)
- Miracle Game (8 grudnia 2004)
- SKY HIGH (1 czerwca 2005)
- Ding!Dong!Dang! (10 sierpnia 2005)
- Minna no Umi (21 czerwca 2006)
- Hotaru
- Paradiso~Aino Meikyu~
- Summer Greeting
- Syakunetsu Love
- Sorato Umiga Aruyouni
- A Day In The Summer~Omoideha Egaono Mama~
- Touch Happy! (24 sierpnia2011)
- Itsumo,Itsumademo (9 maja 2012)